# Гаури (Ајова)
Гаури (енгл. Gowrie) град је у америчкој савезној држави Ајова. По попису становништва из 2010. у њему је живело 1.037 становника.

## Демографија
Према попису становништва из 2010. у граду је живело 1.037 становника, што је -1 (-0.1%) становника више него 2000. године.
| Група             | 2000.         | 2010.       |
| Белци             | 1.013 (97,6%) | 997 (96,1%) |
| Афроамериканци    | 2 (0,2%)      | 10 (1,0%)   |
| Азијати           | 4 (0,4%)      | 2 (0,2%)    |
| Хиспаноамериканци | 11 (1,1%)     | 17 (1,6%)   |
| Укупно            | 1.038         | 1.037       |